# 編隊少女 -フォーメーションガールズ-
『編隊少女 -フォーメーションガールズ-』(へんたいしょうじょ フォーメーションガールズ)は、Yahoo!ゲームより提供されていたPC向けブラウザゲーム。2015年8月に行われたβテストの後、2016年7月8日サービス開始。開発・運営はアイオウプラスが担当する。2017年12月14日からはにじよめ及びMixiゲームでもサービスが展開された。
2018年11月12日に名称を一部変更とし、『編隊少女 改 -フォーメーションガールズ-』となった。
2019年5月16日をもってサービスを終了した。

## 概要
第二次世界大戦時に未知なる敵「FF」(フーファイター)が突如出現し、空襲を繰り返し去ってゆく。これに対するために世界大戦中である各国が団結して、プレイヤーが「FF特務機関」の司令官となり、対FF耐最前線である極東基地に配属され、司令官として、FFに対して耐性のある少女たちを入手・強化(育成)し編隊して二次大戦時の戦闘機に乗り、FFに立ち向かっていく。なお、正式リリース時にβ版の国軍の所属選択および半年周期で1940～1945年を繰り返すというシステム及びシナリオは削除され、ミリタリー色の強いブラウザゲームに仕様変更された。

## 主なキャラクター
アレクサンドリーナ・ポクリィシーナ
声 - 上坂すみれ
ビドルバ・ウルバブナ
声 - 上田麗奈
オトライン・キッテル
声 - 内田彩
ジョージナ・フレディ・バーリング
声 - 内田真礼
ヨハンナ・ルーデル
声 - 小倉唯
郷神楽
声 - 加隈亜衣
ジャンヌ・マルセイユ
声 - 久保ユリカ
東雲朝日子
声 - 小松未可子
笠城三美
声 - 斎藤千和
加納香苗
声 - 佐倉綾音
アグリッピナ・レチカロヴァ
声 - 千本木彩花
佐々井沙羅
声 - 高橋未奈美
ジャネット・カニンガム
声 - 田中真奈美
安塚一花
声 - 津田美波
鷹登まつり
声 - 徳井青空
オリガ・ボドィレヴァ
声 - 南條愛乃
鳩森美羽
声 - 早見沙織
イザベル・ランカスター
声 - 日笠陽子
上林風子
声 - 本渡楓
月原美守
声 - MAO
吹雪舞弥
声 - 水瀬いのり
エミリア・ユンカース
声 - 三森すずこ
ニクシー・バーダー
声 - 村川梨衣
佐々井綺羅
声 - 山崎はるか

## 操縦士設定
火・水・草・光・闇の5属性からなり、☆1～5の属性に分類される。操縦士達の元々の所属は日本陸軍・日本海軍・アメリカ軍・ドイツ軍・イギリス軍・ソビエト軍のいずれかからなり（ただし国籍は日米英独ソ以外のキャラもいた）、実装されている飛行機も基本的にいずれかの軍隊（ただしイタリア、フランス、ルーマニアの戦闘機も登場していた）が使用していたものからなる。